# Сактоев, Владимир Евгеньевич
Владимир Евгеньевич Сактоев (12 сентября 1956, Улан-Удэ) — ректор Восточно-Сибирского государственного университета технологий и управления (1997—2021), доктор экономических наук, профессор. Депутат Народного Хурала РБ V созыва (до 2018 г.).

## Биография
Владимир Евгеньевич родился 12 сентября 1956 года в Улан-Удэ.

Окончил в 1979 году Восточно-Сибирский технологический институт, получив квалификацию «инженер-электрик» по специальности «Электроснабжение промышленных предприятий и сельского хозяйства», начал свою трудовую деятельность младшим научным сотрудником кафедры «Электроснабжение промышленных предприятий» института.

Окончил аспирантуру Ленинградского политехнического института и защитил кандидатскую диссертацию в 1987.

В 1999 году защитил диссертацию на соискание ученой степени доктора экономических наук, в 2000 году ему присвоено ученое звание профессора.

1991—1992 гг. — Заведующий кафедрой «Электроснабжение промышленных предприятий» Восточно-Сибирского государственного технологического института.

1992—1995 гг. — проректор по учебной работе Восточно-Сибирского государственного технологического института, первый проректор.

В 16 июня 1997 года, на альтернативной основе из 7 кандидатов, избран ректором Восточно-Сибирского государственного технологического университета.

На альтернативной основе в 2002, 2007, 2012, 2017 гг. вновь переизбран ректором университета.

Депутат Народного Хурала Республики Бурятия с 1998 г. и до 2018 г.

Член-корреспондент Сибирского отделения Академии наук высшей школы, председатель Совета ректоров вузов Республики Бурятия, член Президиумов Ассоциации инженерного образования и Ассоциации технических университетов России.
Жена Людмила. Дочь Евгения.

## Научная и международная деятельность
Область научных интересов: Электроэнергетика, Экономическая теория. Является автором более пятидесяти научных публикаций, более десяти монографий.

В. Е. Сактоев являлся председателем докторского диссертационного совета университета по специальностям экономическая теория; региональная экономика: АПК и сельское хозяйство.

В. Е. Сактоев — научный руководитель аспирантов и соискателей, научный консультант докторантов. Под его руководством защищены и утверждены ВАК РФ три диссертации на соискание ученой степени доктора экономических наук, более десяти кандидатских диссертаций.

В широко разветвленной структуре деятельности университета весомое место занимает такой блок, как международные связи. Этому аспекту работы ВСГУТУ В. Е. Сактоевым всегда придается особое значение.

Университет является активным участником международных программ "Темпус; проект «Адаптация учебной программы по мехатронике в двухуровневой европейской системе образования с учётом экотехнлогий» совместно с университетами г. Ганновер (Германия) и г. Вена (Австрия); проект «Waste-Management» по управлению бытовыми и промышленными отходами совместно с университетом г. Брюссель (Бельгия), университетом культурных ландшафтов г. Вена (Австрия), а также с университетами г. Солоники (Греция), г. Копенгаген (Дания), г. Баку (Азербайджан), г. Ереван (Армения).

В числе зарубежных партнёров университета Индийский технологический институт (ИТИ) в Мумбаи, Монгольский государственный университет науки и технологий, Улан-Баторский институт пищевой промышленности, Научно-экспериментальный центр кожи «Армоно», Таможенно-экономический институт (Монголия), Цзилиньский институт русского языка, Чанчуньнский институт международной коммерции Цзилиньского института русского языка, Даляньский институт информатики «Neusoft», Сельскохозяйственный университет Внутренней Монголии, Маньчжурский институт Университета Внутренней Монголии, Циндаоский сельскохозяйственный университет, Юньлинский национальный университет науки и техноло-гий (Китай), Технический университет г. Дрезден (Германия), Университет «София-Антиполис» г. Ницца (Франция), Университет им. Адама Мицкевича г. Познань (Польша), Техасский технический университет (США) и др.

Совместно с Чанчуньским институтом международной коммерции при Цзилиньском институте русского языка (КНР) ВСГУТУ ведет подготовку китайских студентов по направлению бакалавриата «Экономика» с выдачей российского диплома.

Совместно с университетом г. Ниццы «София-Антиполис» (Франция) и Университетом информатики «NEUSOFT» г. Далянь (КНР) осуществляется подготовка российских студентов (по окончании им выдаются российский и иностранный дипломы).

Подписаны и успешно реализуются договоры и соглашения о сотрудничестве в области высшего, послевузовского, дополнительного образования с вузами России, Германии, Австрии, Польши, Франции, США, Израиля, Турции, Черногории, КНР, Монголии и других государств.

Под руководством В. Е. Сактоева проведена большая работа по открытию в 2009 г. на базе университета Республиканского межвузовского студенческого бизнес-инкубатора, резидентами которого являются студенты не только самого ВСГУТУ, но и Бурятского государственного университета, Бурятской государственной сельскохозяйственной академии, Восточно-Сибирский государственной академии культуры и искусства, а также действующий в университете с 2002 г.

При университете функционируют: Центр практической психологии, который оказывает студентам консультативную, диагностическую и коррекционную помощь, Бурятский региональный центр новых информационных технологий, Бурятский региональный центр Федерации Интернет-образования Российской Федерации и Региональный ресурсный центр информатизации образования.

В 2010 году ВСГУТУ награждён дипломом Лауреата конкурса «Лучшие вузы России-2010» и включен в официальный реестр «Национальный знак качества» (серия 03, № 100). В 2010 году решением конкурсной комиссии под председательством вице-президента РАН Ж. Алфёрова ВСГУТУ награждён Золотой медалью и дипломом конкурса «100 лучших организаций России в области науки и образования».
По данным вольного сетевого сообщества «Диссернет», являлся фигурантом диссертаций, которые содержат масштабные заимствования, не оформленные как цитаты

## Производственная деятельность
За годы работы В. Е. Сактоев уделяет особое внимание развитию социальной инфраструктуры университета: построено 4 новых корпуса, введены в эксплуатацию пристрои к корпусам и площади после капитального ремонта и реконструкции на 12795,3 м²., 5 студенческих общежитий, культурно-досуговый центр со зрительным залом на 450 мест, новая научная библиотека, спортивный комплекс, комбинат питания, спортивно-оздоровительный лагерь "Ровесник на берегу оз. Байкал, дома отдыха «Горячинск» (оз. Байкал), «Хонгор-Уула» и «Аршан» (минеральные источники в предгорьях Восточных Саян) и др.

## Общественная деятельность
В. Е. Сактоев избирался депутатом высшего законодательного органа власти Республики Бурятия — Народный Хурал Республики Бурятия, являлся членом Совета по кадровой политике при Президенте Республики Бурятия, членом Совета при Президенте Республики Бурятия по устойчивому развитию Республики Бурятия, членом научно-технического Совета при Правительстве Республики Бурятия, членом комитета Народного Хурала Республики Бурятия по экономической политике, использованию природных ресурсов и охране окружающей среды.

Является активным участником регулярных парламентских слушаний, «круглых столов», выездных заседаний комитетов Народного Хурала Республики Бурятия, осуществляет прием граждан на местах, способствует укреплению связей Народного Хурала Республики Бурятия с населением, общественными объединениями.

В. Е. Сактоев работает в своем избирательном округе, встречается с избирателями и прилагает немало усилий для решения их социальных проблем.

## Награды
Медаль ордена «За заслуги перед Отечеством» II степени,

Медаль Министерства обороны Российской Федерации « За укрепление боевого содружества»,

Юбилейная медаль «350 лет добровольного вхождения Бурятии в состав Российского государства»,

Юбилейная медаль «100 лет профсоюзам России»,
Медаль «80 лет Госкомспорту России»,

Медаль «85 лет органу государственного управления физической культурой и спорта Республики Бурятия»,

Почетное звание «Заслуженный деятель науки Республики Бурятия»,
Почетное звание «Заслуженный работник образования Монголии»,

Нагрудный знак «За развитие физической культуры и спорта Российской Федерации»,

Нагрудный знак «Почетный работник высшего профессионального образования Российской Федерации»,

Нагрудный знак ФНПР «За сотрудничество»,

Нагрудный знак «За заслуги в развитии инженерного образования России»,

Почетная грамота Государственной Думы Российской Федерации,

Почетная грамота Усть-Ордынского Бурятского автономного округа,

Почетная грамота Правительства Республики Бурятия,

Почетная грамота Президента Республики Монголия,

Почетные грамоты от Народного Хурала Республики Монголия.